# Nikon F65
Die Nikon F65 (beziehungsweise N65 in den USA) ist eine Kleinbild-Spiegelreflexkamera mit Autofokus. Sie wurde von Nikon im Jahr 2001 als Nachfolger der Nikon F60 eingeführt und war ebenso wie diese als günstiger Einstieg in die analoge Fotografie gedacht.
Die F65 kam in verschiedenen Versionen auf den Markt. Einerseits hatte man die Wahl zwischen einem silbernen und einem schwarzen Modell, andererseits gab es auch noch das Modell F65D, welches über eine Datenrückwand verfügt. Mit dieser Rückwand konnte das Datum und die Uhrzeit der Aufnahme direkt auf das Negativ belichtet werden. Des Weiteren gab es als Zubehör den Batteriegriff MB-17, welcher mit vier AA-Batterien bestückt werden konnte, sowie den Infrarotfernauslöser ML-13.